# SFU (プロレス)
SFU（エス・エフ・ユー、スーパー・フィール・ユニット）は、日本のプロレス団体「KAIENTAI DOJO」で結成されたユニット。
ユニットの名称に関しては梶が「ヒールでもフィールでも、この際何でもいい。僕は最高のスーパー・フィール・ユニット（SFU）を作る」という意気込みで決定したものである。Ferrと言う言葉は旭志織曰くiphoneの翻訳アプリでは翻訳できなかったと言う。

## 歴史
- 2014年9月20日、パーティーあにまるずの活動停止を受けた梶トマトがユニットを作る宣言をする。一週間で4人を勧誘しないといけなかった。メンバーとしては特に旭志織を勧誘していてツイッターでもSFUへの勧誘をしていた。
- その後メンバーが集まりメンバーには特に勧誘していた旭のほかにバンビと本田アユム、そして道場犬の大鉄という4人+1匹のユニットとなる。
- 10月5日、熊本大会でユニット初陣。本田とバンビがタッグでリッキー・フジ&真琴のタッグで対戦するがリッキーの9999で本田が敗れる。旭と梶はめんたい☆キッド&ティーラン獅沙と対戦し梶がレッドアイで獅沙を丸め込み勝利する。
- 10月18日、本田アユムの群馬県藤岡市凱旋大会で凶月の梶と旭と本田の3人が真霜拳號&タンク永井&雄馬と対戦。本田が腕ひしぎ逆十字固めを雄馬に決めて勝利する。またこの試合の前に本田は地元群馬県を雄馬にツイッターでバカにされていた。
- 10月19日、Kサバイバートーナメント1回戦でTAKAみちのく軍（仮）と対戦。1本目の8人タッグマッチではバンビが吉野コータローにオマタを決めて勝利。2本目では梶が獅沙をレッドアイで丸め込み勝利。決勝戦では凶月とイリミネーションマッチで対戦。バンビ→十嶋→旭→真霜→本田→雄馬の順に退場し最後に残ったタンク永井を梶がレッドアイで丸め込み勝利しBlue Fieldでの特別興行のプロデュース権を獲得する。
- 11月3日、後楽園ホール大会で梶と旭が火野裕士とHi69の持つSTRONGEST-K TAG王座に挑戦し王座を奪取する。
- 11月23日、SFUプロデュースの特別興行を開催。Kサバイバートーナメントで最下位となり解散したTAKAみちのく軍（仮）の選手を指名する4ユニット合同ドラフト会議でマリーンズマスクとティーラン獅沙を本田アユムが指名する。バンビは雄馬とのスクール水着マッチを行う。メインイベントでは梶と旭のタッグにXとしてクワイエット・ストームが登場。HHHHの火野裕士&Hi69&ヒロ・トウナイと6人タッグマッチで対戦し梶がトウナイをレッドアイで丸め込み勝利。
- 11月30日、ドラフトで指名したティーラン獅沙が加入。ユニット初戦ではHi69のストゥーカ・スプラッシュで敗れる。
- 2016年12月4日、雄馬に扮した留学生テイラー・アダムスと雄馬本人も加入。加入後リングネームを遊馬に改名。

## メンバー
- 梶トマト（リーダー）
- 旭志織
- 遊馬
- ティーラン獅沙
- バンビ
- テイラー・アダムス
- 大鉄（道場犬）

## 元メンバー
- 本田アユム

## 獲得タイトル
- STRONGEST-K TAG王座（第28代）: 梶トマト&旭志織
- インディペンデント・ワールド・ジュニアヘビー級王座（第23代）: 旭志織
- UWA世界ミドル級王座（第62代） : 梶トマト
- 北上女子王座 : バンビ